# San Silvestre de Melilla
La San Silvestre de Melilla es una competición atlética celebrada anualmente durante la tarde Nochevieja en Melilla.

## Características

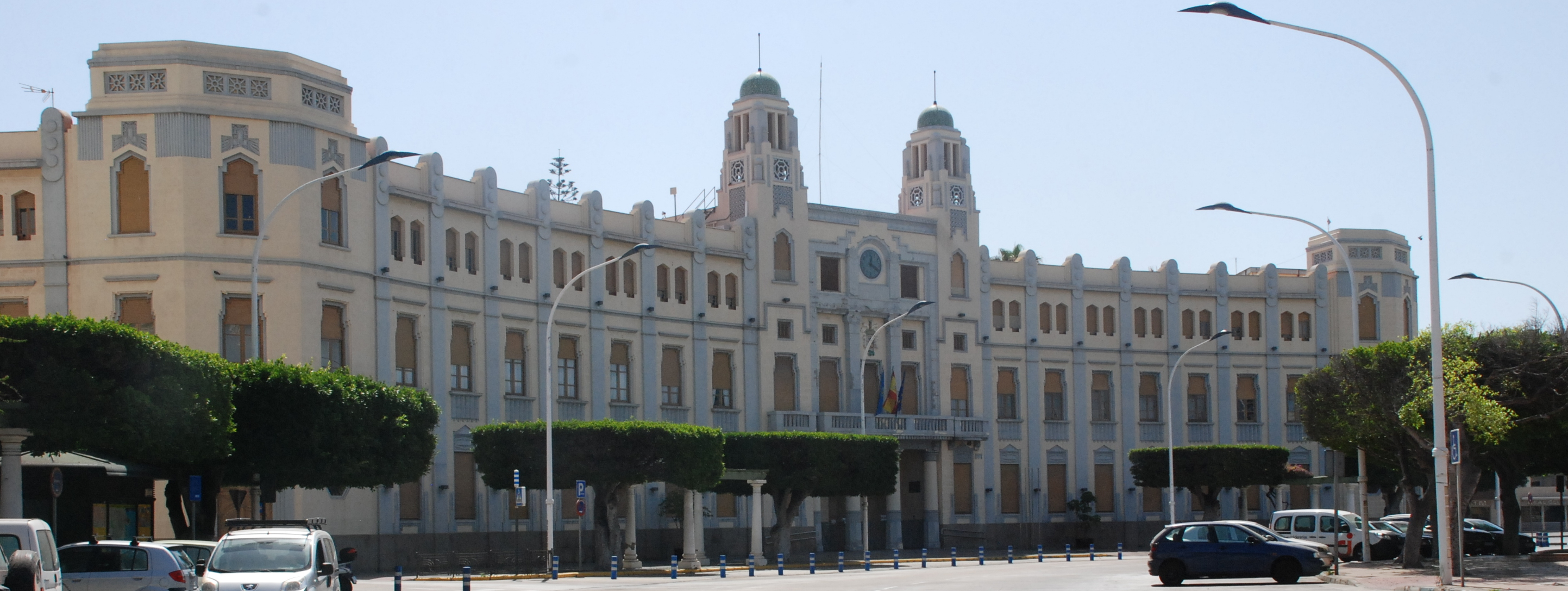
Imagen del Ayuntamiento de Melilla, en donde acaba la carrera.

### Recorrido
El recorrido, actualmente de 5,5 kilómetros aunque ha llegado incluso a tener 7 kilómetros en alguna edición pasada, transcurre por las calles de Melilla, partiendo habitualmente del Paseo Marítimo. La meta suele estar situada junto al Ayuntamiento.

### Participación
La carrera ha llegado a superar el medio millar de corredores en las últimas ediciones entre adultos y menores de edad.

### Coste de inscripción
El dorsal tiene un precio de 10 euros para adultos y de 4 para los menores.